# Prolib
Prolib – system informatyczny zaprojektowany i wykonany przez informatyków z firmy Max Elektronik S.A. z Zielonej Góry. Przeznaczony jest do obsługi i zarządzania wszelkiego rodzaju bibliotek, wspomaga wszystkie czynności związane z wprowadzaniem, udostępnianiem dokumentów, rejestracją i kontrolą czytelników, kontrolą zwrotów dokumentów oraz planowaniem i statystyką pracy biblioteki.
Prolib jest zintegrowanym, kompleksowym systemem przeznaczonym dla różnej wielkości bibliotek. Zapewnia m.in. opis bibliograficzny zgodny z poszczególnymi arkuszami normy PN-N-01152, przejmowanie baz danych w formacie USMARC (bazy Biblioteki Narodowej) i udostępnianie katalogu biblioteki w Internecie w postaci serwisu WWW.
W Polsce z systemu tego korzysta ponad 160 bibliotek, w tym 5 centralnych i 53 uczelniane.

## Moduły
Prolib jest systemem modularnym, co oznacza elastyczność w doborze konfiguracji systemu. Podstawowe moduły:
- moduł gromadzenia
- moduł opracowania (katalogowania)
- moduł administratora

Dodatkowe moduły:
- moduł wyszukiwania
- moduł udostępniania
- moduł kontroli czytelników
- moduł statystyk
- moduł wydruków
- moduł do wykonywania skontrum
- moduł zabezpieczeń
- moduł wymiany informacji
- moduł obsługi kodów kreskowych
- moduł obsługi czasopism
- moduł WWW